# Zastava 10
O Zastava 10 é um automóvel do segmento B produzido pela Zastava entre 2006 e 2008. Essencialmente um Fiat Punto rebatizado sob licença, foi o último veículo a ser lançado pela empresa antes de ser adquirida pela Fiat.

## Design
O carro foi apresentado no Salão Automóvel de Belgrado de 2006. O carro era quase idêntico ao Punto com facelift, com a única diferença notável sendo os emblemas da Zastava em vez dos emblemas da Fiat. As únicas melhorias do Zastava 10 em relação ao Fiat Punto foi que o motor atingia os padrões da Euro 4, e havia uma paleta de cores mais modernizada, semelhante ao Fiat Grande Punto.

## Equipamentos
O Zastava 10 veio apenas com motor a gasolina de 1,2 litro e 8 válvulas, produzindo 60 cavalos de potência e caixa manual de 5 marchas, ambos encontrados no Punto. O motor era capaz de impulsionar o carro a uma velocidade máxima de 155 km/h. Havia uma escolha de 5 níveis de acabamento no carro: Standard, Standard+, Comfort, Dynamic e Impressionante. O equipamento padrão do carro incluía direção hidráulica, airbags para o motorista e rodas de aço de 14" com calotas. O acabamento topo de linha Impressionante incluía ar condicionado, freios antitravamento, airbags para passageiros e vidros elétricos. Os preços do Zastava 10 começaram em torno de 7.920 euros com o acabamento Impressionante custando 9.325 euros.

## Vendas
A Zastava vendeu apenas o 10 no mercado interno sérvio. As vendas do Zastava 10 representaram mais de 10% da participação de mercado na Sérvia. No entanto, as vendas foram lentas e, quando a Zastava faliu em 2008, apenas 4.224 exemplares foram produzidos e vendidos. Depois que a Fiat assumiu a produção, o Zastava 10 foi descontinuado e o Fiat Punto Classic iniciou a produção na fábrica.